# حليمة حشلاف
حليمة حشلاف عداءة ألعاب قوى مغربية، ولدة يوم 6 سبتمبر 1988، بمدينة خنيفرة، تخصصت بمسافة 800 متر، فازت بالميدالية الفضية في ألعاب البحر الأبيض المتوسط 2009 المقامة ببيسكارا (إيطاليا)، وهي الأخت الصغرى للعداء عبد القادر حشلاف.

## مسيرتها

### شباب
بدأت حياتها المهنية الدولية في سن مبكرة، تنافست في سباق 800 متر في بطولة العالم للشباب لألعاب القوى 2003 عندما كان عمرها 14 سنة. وتأهلت لنصف النهائي لكنها لم تتمكن من إنهاء السباق. كان لديها قدرة أكبر للنجاح في بطولة العالم للناشئين في العام التالي 2004، كما سجلت أفضل رقم شخصي لها، 2:06.44 ومع ارتفاع درجات الحرارة بمدينة غروسيتو الإيطالية، وصلت إلى السباق النهائي، وأنهت السباق في المرتبة التاسعة. في عام 2005، شاركت في بطولة العالم للعدو الريفي، وأنهت سباق الشباب في المرتبة 31. في بطولة العالم للشباب لألعاب القوى 2005، كانت درجة الحرارة في صفها وسجلت أفضل توقيت لها في الموسم بـ 2:06.91 وأنهت السباق كوصيفة في الدور قبل النهائي. وقالت إنها ستكرر هذا النموذج في النهائي، وأنهت سباق النهائي في المركز الرابع في زمن 2:08.61. وفي نهاية السنة كانت تتنافس في الألعاب الفرانكوفونية 2005 وفازت بالميدالية البرونزية في سباق 400 متر تتابع.
يوليو 2006 احتلت المرتبة الأولى في بطولة شمال أفريقيا للشباب في سباق 400 متر، وفي بطولة العالم للناشئين لألعاب القوى 2006 وصلت للدور نصف النهائي. سنة 2007 حققت أفضل توقيت لها في السنة بزمن 2:02.60 في ملتقى بيبراش بألمانيا، ما جعلها ثالث أسرع امرأة شابة في ذلك العام. وفازت بميداليتين في بطولة أفريقيا للشباب لألعاب القوى 2007، فضية في سباق 800 متر، وبرونزية في 1500 متر.

### كبار
موسم 2009 عرف تحسنا جيدا لحشلاف، حيث حققت أفضل زمن لها بتوقيت 2:00.91 وفازت بميدالية فضية في ألعاب البحر الأبيض المتوسط، شاركت في بطولة العالم لألعاب القوى 2009. وسجلت خامس أسرع توقيت مؤهل في التصفيات، لكنها لم تنجح في إنهاء الدور نصف النهائي، وإنسحبت في منتصف السباق. شاركت في نفس السنة في الألعاب الفرانكوفونية، حيث فازت فقط بالميدالية الفضية بعد تعرضها لضرب غير مقصود من قبل مواطنتها سلطانة أيت حمو. في اليوم الأخير للألعاب اغتنمت الميدالية البرونزية بالنسبة للمغرب في سباق التتابع 4 × 400 م.
في بداية هذا الموسم (2010)، وفي الهواء الطلق سجلت فوزا غير متوقع على مواطنتها حسنة بنحسي في ملتقى محمد السادس الدولي لألعاب القوى بالرباط، وحققت أفضل توقيت شخصي لها 2:00.63.
وبعد بضعة أيام شاركت في الدوري الماسي ملتقى (غولدن غالا) بروما وكان انتصارا كبيرا على صاحبتي ميداليات بطولة العالم جانيت جيبكوسجي، وجنيفر ميدوز. فازت بسهولة بزمن 1:58.40، وحسنت بهذا الفوز أفضل توقيت لها بثانيتين، وسجلت فوزها الرئيسي الأول في حياتها المهنية.

## أفضل توقيت شخصي
| الفعالية | التوقيت (بالدقيقة) | المكان            | التاريخ       |
| -------- | ------------------ | ----------------- | ------------- |
| 800 متر  | 1:58.40            | روما، إيطاليا     | 10 يونيو 2010 |
| 1500 متر | 4:16.48            | كوكسهافن، ألمانيا | 14 يوليو 2007 |

- جميع المعلومات من صفحة العداءة على موقع الاتحاد الدولي.

## وصلات خارجية
- صفحة حليمة حشلاف على موقع الاتحاد الدولي

## روابط خارجية
- حليمة حشلاف على موقع الاتحاد الدولي لألعاب القوى (الإنجليزية)
- حليمة حشلاف على موقع الدوري الماسي (الإنجليزية)
- حليمة حشلاف على موقع اللجنة الأولمبية الدولية (الإنجليزية)
- حليمة حشلاف على موقع أوليمبيديا (الإنجليزية)